# YKK
YKK Fastening Products Group er en japansk producent af lukke- og fastgørelsesemner, grundlagt i 1934. Selskabet er mest kendt for sine lynlåse, som har teksten YKK på trækstykket. YKK står for Yoshida Kogyo Kabushikikaisha efter stifteren Tadao Yoshida.

## Eksternt link
- YKK Fastening Products Group

| Japan | Spire Denne artikel om et firma eller en virksomhed i Japan er en spire som bør udbygges. Du er velkommen til at hjælpe Wikipedia ved at udvide den. |